# Карлос Рамірес
Карлос Альберто Рамірес Єпес (ісп. Carlos Alberto Ramírez Yepes, нар. 12 березня 1994, Медельїн, Колумбія) — колумбійський велогонщик, бронзовий призер Олімпійських ігор 2016 та 2020 року у виді BMX Racing. 

## Виступи на Олімпіадах
| Олімпіада           | Дисципліна | Місце |
| ------------------- | ---------- | ----- |
| Ріо-де-Жанейро 2016 | BMX        | 3     |
| Токіо 2020          | BMX-гонки  | 3     |